# Ranunculus aschenbornianus
Ranunculus aschenbornianus är en ranunkelväxtart som beskrevs av Schau.. Ranunculus aschenbornianus ingår i släktet ranunkler, och familjen ranunkelväxter. Inga underarter finns listade i Catalogue of Life.